# 모함마드 하산 아훈드
모함마드 하산 아훈드(파슈토어: ملا محمد حسن اخوند, 1945년 혹은 1958년 ~ )는 탈레반의 주요 인물 중 하나이며 재건된 아프가니스탄 이슬람 토후국의 총리직을 대행하고 있다. 2021년 9월 7일에 취임했으나, 국제 사회로부터 인정 받지 못하고 있다.

## 어린 시절
아프가니스탄 남부 출신으로, 유엔 안전 보장 이사회에 따르면 아프가니스탄 왕국 시절 칸다하르주 판즈와이구(현재 자리구) 파시물 태생이라고 한다. 국제 연합(UN)은 그의 출생 년도를 1945년에서 1950년 사이, 또는 1955년에서 1958년 사이로 추정하고 있다. 카카르 파슈툰족 출신이며, 알자지라는 그의 파슈툰족 혈통이 1747년 두라니 제국을 세운 아흐마드 샤 두라니로부터 내려온다고 보도했다. 아프가니스탄 내 여러 마드라사에서 수학했다.

## 정치 활동
하산 아훈드는 탈레반의 원년 멤버 중 한 명으로 손꼽히며, 초대 지도자 모하마드 오마르의 최측근이었다. 탈레반 정권 시기이던 1996년부터 2001년까지 아프가니스탄의 외무장관직 및 부총리직을 역임했으며, 다른 탈레반 구성원들과 마찬가지로 테러조직 두둔으로 UN의 제재를 받기도 했다.
1995년 당시 카불 6인 감독회의 소속이기도 했다.
반란기 시절이던 2001년부터 2021년까지 간간히 지도자 회의에 속한 적이 있었으며, 2013년 탈레반 위원장 및 신병 모집 위원장을 역임했다.
2021년 탈레반이 재집권하자, 아훈드는 임시 총리로 임명되었다. 그의 임명은 탈레반 내 온건파와 강경파 사이의 중재의 일원으로 간주되었다.

## 기타
이슬람 관련 각종 글들을 집필한 바 있다. BBC 뉴스는 하산 아훈드가 탈레반 내에서 군사적인 면보다 종교적인 면에서 더 영향력이 있다고 보도했다.